# Isabelle Regout
Isabelle Regout est artiste-peintre québécoise professionnelle née à Braine-l'Alleud en Belgique en 1973. Membre du Barreau du Québec, elle est aussi connue sous Regout, peintre du Regard.

## Biographie
Isabelle Regout se spécialise en peinture sur verre inversé. Parallèlement à sa création, l’artiste met au point un procédé de protection permanente pour ses peintures afin que celles-ci soient protégées aussi bien à l'arrière qu'à l'avant les mettant ainsi à l'abri de l'outrage du temps. Ses peintures sont en effet scellées par un procédé secret les protégeant de l'air ambiant et des chocs individuels, explique André Magny dans Le Droit.
Isabelle Regout fonde en 2007 le Regroupement des artistes-peintres sur verre inversé (RAVI) qui a pour mission de faire connaître et promouvoir le caractère unique de la peinture sur verre inversé.

## Distinctions
- 2006 : Premier prix décerné par le Ottawa Art Association pour son œuvre « Dos à la tempête»
- 2009 : Prix Ambassadeur national de l’Académie Internationale des Beaux-Arts du Québec
- 2010 : Boursière du Conseil des arts du Québec